# Hubert Lang
Hubert Lang (* 29. září 1969 Plzeň) je český politik a pedagog-vychovatel, od října 2021 poslanec Poslanecké sněmovny PČR, člen hnutí ANO 2011.

## Životopis
V roce 1988 maturoval na Střední průmyslové škole dopravní v Plzni. Následně vystudoval obor sociální práce na Fakultě pedagogické Západočeské univerzity v Plzni (promoval v roce 1998 a získal titul Bc.) a později i obor andragogika na Univerzitě Jana Amose Komenského v Praze (promoval v roce 2008 a získal titul Mgr.).
Pracoval u Policie ČR jako vedoucí národního centra pro kontrolu dokladů na Ředitelství služby cizinecké policie.
Hubert Lang žije v obci Bílov v okrese Plzeň-sever. Je ženatý.

### Politické působení
V krajských volbách v roce 2020 kandidoval za hnutí ANO 2011 do Zastupitelstva Plzeňského kraje, ale neuspěl.
Ve volbách do Poslanecké sněmovny PČR v roce 2021 kandidoval za hnutí ANO 2011 na 4. místě kandidátky v Plzeňském kraji. Získal 931 preferenčních hlasů a stal se poslancem.
Ve sněmovních volbách v roce 2025 kandiduje na 2. místě kandidátní listiny hnutí ANO v Plzeňském kraji.

### Kontroverze
Dne 18. ledna 2023 pronesl část svého vystoupení ve Sněmovně k vyslovení nedůvěry vládě v Morseově abecedě, pomocí střídání slov „tečka“ a „čárka“. Místopředseda Sněmovny Jan Skopeček poté požádal zákonodárce o snahu zachovávat důstojnost.
Pozornost vzbudil incident, kdy v Bílově, místě svého bydliště, o půlnoci na Nový rok 2025 odpaloval Hubert Lang ohňostroj přímo nad sousední stájí se závodními koňmi, čímž je měl vyplašit. Poté měl vyhrožovat trenérce  a drezurní jezdkyni Adéle Neumannové, která si na jeho chování stěžovala.